# بیست‌ساله بودن

صحنه‌ای از فیلم که پس از انتشار فیلم در سال ۱۹۷۸ سانسور شد و یکی از دلایل توقیف اولیهٔ فیلم بود. در این سکانس، تینا (با بازی لی‌لی کاراتی) پس از تجاوز جنسی، به‌صلابه کشیدن می‌شود.

صحنه‌ای از فیلم که در آن لیا (با بازی گلوریا گوئیدا) و تینا (با بازی لی‌لی کاراتی) در حال لِـز هستند. این صحنه از فیلم پس از انتشار اولیه، سانسور شد.

بیست‌ساله بودن (ایتالیایی: Avere vent'anni) یک فیلم اروتیک درام ایتالیایی به نویسندگی و کارگردانی فرناندو دی لئو است که در سال ۱۹۷۸ منتشر شد.

## گزیدهٔ بازیگران
- گلوریا گوئیدا
- لی‌لی کاراتی
- ری لاولاک
- وینچنتسو کروچیتی
- جورجو براکاردی
- لئوپولدو ماستلونی
- دانیله وارگاس
- ویتوریو کاپریولی
- لیچینیا لنتینی
- سِـرِنا بناتو
- سیندی لدبتر

## سانسور
اهمیت این فیلم در موضوع و صحنه‌های بحث‌برانگیز آن است که موجب توقف نمایش آن در سینماها و سانسور قابل‌توجهش شد؛ به‌ویژه بابت سکانس پایانی بسیار خشن، که در آن دو دختر مورد تجاوز قرار می‌گیرند و تا حد مرگ ضرب و شتم می‌شوند و لی‌لی کاراتی در نهایت با فروکردن شاخه‌ای ضخیم در واژنش به صلابه کشیده می‌شود. این فیلم بلافاصله از سینماهای ایتالیا کنار گذاشته شد، صحنه‌های مورد بحث سانسور شد و بخش زیادی از فیلم دوباره تدوین شد. بخش آخر فیلم نیز با یک پایان شاد جایگزین شد که سبب شد معنای فیلم به‌طور قابل ملاحظه‌ای تغییر کرد. تمام اینها باعث شد تا فیلم توزیع خوبی نداشته باشد و درآمد چندانی در گیشه کسب نکند.
فرناندو دی لئو اظهار داشت: «گلوریا گوئیدا و لی‌لی کاراتی مورد علاقه عده‌ای خاص بودند و این واقعیت که من آنها را در آخرِ فیلم به قتل رساندم و همچنین به آن شیوه وحشیانه مورد تجاوز قرار گرفتند… نمی‌دانم… زمانی که «رومئوی جوان» به بار رفت «ژولیت جوان» از او پرسید: «بیست ساله شدن چگونه است؟» او پاسخ داد: «سعی کن بیست ساله نشی». شما وقتی از فیلمی خوش‌تان می‌آید به بقیه می‌گوئید: «برو فیلم رو ببین». اما مرگ این دو بازیگر محبوب در پایان فیلم، در سطح ناخودآگاه باعث شد که جوانان برای دیدن فیلمی که برای آنان ساخته شده بود، نروند. این یک شکست نبود، زیرا فروش فیلم بیشتر از بودجهٔ تمام‌شده‌اش بود، اما آن موفقیتی [تجاری] را که به‌دنبالش بودم، برایم به ارمغان نیاورد. من در محاسباتم اشتباه کردم…»
این فیلم تنها چند روز پس از اکران در اکتبر ۱۹۷۸ از پرده‌های سینما بیرون کشیده شد خارج شد و به صورت گسترده سانسور شد. صحنه‌های حذف شده شامل سکانس آغازین در ساحل، صحنه‌های لِـز میان دو قهرمان فیلم و پایان بسیار خشن آن بود. نسخه سانسور در تابستان ۱۹۷۹ منتشر شد، اما چندان موفق نبود. این نسخه بعدها روی نوار ویدئو منتشر شد.
سال‌ها بعد نسخه‌ای دیگر با تدوین و دوبله مجدد منتشر شد اما موضوع فیلم همچنان مخدوش ماند. سرانجام در سال ۲۰۰۴، نسخه کامل فیلم که مورد نظر کارگردان بود با برگرداندن تمامی بخش‌های سانسورشده به فیلم بر روی دی‌وی‌دی منتشر شد.
فرناندو دی لئو قصد داشت دنباله‌ای برای این فیلم بسازد که ماجرای آن در تابستان ۱۹۴۰ روی می‌داد. قهرمان‌های فیلم همچنان گلوریا گوئیدا و لی‌لی کاراتی بودند و عنوان فیلم او قرار بود چنین باشد: «آنچه دو دختر محترم می‌خواستند بدانند». این فیلم اما، هرگز ساخته نشد.